# Tete Morente
José Antonio Morente Oliva, meglio noto come Tete Morente (La Línea de la Concepción, 4 dicembre 1996), è un calciatore spagnolo, attaccante del Lecce.

## Carriera
Entrato nel vivaio dell'Atlético Madrid il 18 gennaio 2014, dopo esperienze al Taraguilla e all'Atlético Zabal, il 2 aprile 2015 esordisce con la squadra C del club madrileno, nella sconfitta per 4-1 sul campo dell'Internacional Madrid, in Tercera División, la quarta serie nazionale. Il 19 aprile 2015 realizza il primo gol con la squadra, nella vittoria casalinga per 2-1 contro il Real Madrid C. Viene promosso nella squadra B dell'Atlético Madrid nella stagione 2015-2016, con la squadra in quarta divisione.
Il 31 agosto 2016 si trasferisce all'Atlético Baleares, in Segunda División B, mentre il 9 luglio 2017 passa al Gimnàstic, in Segunda División. Il 20 agosto 2017 esordisce nella seconda serie spagnola, nella partita persa per 0-1 in casa contro l'Almería, mentre il 4 marzo 2018 realizza il suo primo gol con il Gimnastic, nella sconfitta casalinga per 2-1 contro il Tenerife. 
Il 25 gennaio 2019 viene ceduto in prestito semestrale al Lugo, in seconda serie. Il 30 giugno, dopo il raggiungimento della salvezza, il club galiziano lo acquista per intero, per poi cederlo al Malaga, sempre in seconda divisione, il 30 gennaio 2020. 
Il 16 settembre 2020 viene prelevato dall'Elche, neopromosso in Primera División; esordisce in massima serie il 26 settembre seguente, contro la Real Sociedad, e segna la sua prima rete nel massimo campionato spagnolo il 18 ottobre 2020, nella partita vinta per 2-0 in casa dell'Alavés. Con la maglia del club valenciano disputa tre stagioni in massima serie e una in seconda serie.
Svincolatosi dall'Elche alla scadenza del contratto, il 19 giugno 2024 viene ingaggiato dal Lecce, con cui firma un contratto triennale (con opzione per un'ulteriore stagione), valido a partire dal 1º luglio seguente. Debutta il club salentino il 12 agosto seguente, partendo da titolare nel successo per 2-1 sul Mantova in Coppa Italia, per poi esordire anche in Serie A sette giorni dopo, nella sconfitta casalinga contro l'Atalanta (0-4). Il 15 dicembre seguente segna il suo primo gol in Serie A, aprendo le marcature nel successo per 2-1 contro il Monza.

## Statistiche

### Presenze e reti nei club
Statistiche aggiornate al 19 aprile 2025.
| Stagione         | Squadra           | Campionato       | Campionato | Campionato | Coppe nazionali | Coppe nazionali | Coppe nazionali | Coppe continentali | Coppe continentali | Coppe continentali | Altre coppe | Altre coppe | Altre coppe | Totale | Totale | Totale |
| Stagione         | Squadra           | Comp             | Pres       | Reti       | Comp            | Pres            | Reti            | Comp               | Pres               | Reti               | Comp        | Pres        | Reti        | Pres   | Reti   |        |
| ---------------- | ----------------- | ---------------- | ---------- | ---------- | --------------- | --------------- | --------------- | ------------------ | ------------------ | ------------------ | ----------- | ----------- | ----------- | ------ | ------ | ------ |
| 2015-2016        | Atlético Madrid B | SDB              | 22         | 2          | CR              | 0               | 0               | -                  | -                  | -                  | -           | -           | -           | 22     | 2      |        |
| 2016-2017        | Atlético Baleares | SDB              | 23         | 1          | CR              | 0               | 0               | -                  | -                  | -                  | -           | -           | -           | 23     | 1      |        |
| 2017-2018        | Gimnàstic         | SD               | 24         | 2          | CR              | 1               | 0               | -                  | -                  | -                  | -           | -           | -           | 25     | 2      |        |
| 2018-gen. 2019   | Gimnàstic         | SD               | 14         | 1          | CR              | 1               | 0               | -                  | -                  | -                  | -           | -           | -           | 15     | 1      |        |
| Totale Gimnastic | Totale Gimnastic  | Totale Gimnastic | 38         | 3          |                 | 2               | 0               |                    | -                  | -                  |             | -           | -           | 40     | 3      |        |
| gen.-giu. 2019   | Lugo              | SD               | 13         | 1          | CR              | 0               | 0               | -                  | -                  | -                  | -           | -           | -           | 13     | 1      |        |
| 2019-gen. 2020   | Lugo              | SD               | 16         | 0          | CR              | 0               | 0               | -                  | -                  | -                  | -           | -           | -           | 16     | 0      |        |
| Totale Lugo      | Totale Lugo       | Totale Lugo      | 29         | 1          |                 | 0               | 0               |                    | -                  | -                  |             | -           | -           | 29     | 1      |        |
| gen.-giu. 2020   | Malaga            | SD               | 15         | 2          | CR              | 0               | 0               | -                  | -                  | -                  | -           | -           | -           | 15     | 2      |        |
| lug.-set. 2020   | Malaga            | SD               | 1          | 0          | CR              | 0               | 0               | -                  | -                  | -                  | -           | -           | -           | 1      | 0      |        |
| Totale Malaga    | Totale Malaga     | Totale Malaga    | 16         | 2          |                 | 0               | 0               |                    | -                  | -                  |             | -           | -           | 16     | 2      |        |
| set. 2020-2021   | Elche             | PD               | 30         | 2          | CR              | 1               | 0               | -                  | -                  | -                  | -           | -           | -           | 31     | 2      |        |
| 2021-2022        | Elche             | PD               | 32         | 3          | CR              | 2               | 0               | -                  | -                  | -                  | -           | -           | -           | 34     | 3      |        |
| 2022-2023        | Elche             | PD               | 32         | 4          | CR              | 3               | 1               | -                  | -                  | -                  | -           | -           | -           | 35     | 5      |        |
| 2023-2024        | Elche             | SD               | 39         | 8          | CR              | 1               | 0               | -                  | -                  | -                  | -           | -           | -           | 40     | 8      |        |
| Totale Elche     | Totale Elche      | Totale Elche     | 133        | 17         |                 | 7               | 1               |                    | -                  | -                  |             | -           | -           | 140    | 18     |        |
| 2024-2025        | Lecce             | A                | 28         | 3          | CI              | 1               | 0               | -                  | -                  | -                  | -           | -           | -           | 29     | 3      |        |
| Totale carriera  | Totale carriera   | Totale carriera  | 289        | 29         |                 | 10              | 1               |                    | -                  | -                  |             | -           | -           | 299    | 30     |        |